# Лучиці (Малопольське воєводство)
Лучиці (пол. Łuczyce) — село в Польщі, у гміні Коцмижув-Любожиця Краківського повіту Малопольського воєводства.
Населення — 1361 особа (2011).
У 1975-1998 роках село належало до Краківського воєводства.

## Демографія
Демографічна структура станом на 31 березня 2011 року:
|          | Загалом | Допрацездатний вік | Працездатний вік | Постпрацездатний вік |
| -------- | ------- | ------------------ | ---------------- | -------------------- |
| Чоловіки | 664     | 151                | 450              | 63                   |
| Жінки    | 697     | 130                | 425              | 142                  |
| Разом    | 1361    | 281                | 875              | 205                  |